# ロバート・リース (外交官)
ロバート・リース（Robert C. Reis）は、アメリカ合衆国の外交官。

## 生涯
1982年から1984年まで在札幌領事館にて首席事務官。
1991年から1993年まで駐日大使館経済担当参事官。1993年から1995年まで国務省経済実業局にて航空計画政策部長。1996年から1998年まで国務省東アジア・太平洋局にて日本部長。1998年から1999年まで国務次官補佐官（兼上級顧問）。1999年から2002年まで駐マレーシア首席公使。